# Ledebouria undulata
Ledebouria undulata là một loài thực vật có hoa trong họ Măng tây. Loài này được (Jacq.) Jessop mô tả khoa học đầu tiên năm 1970.